# Piersko
Piersko – wieś w Polsce położona w województwie wielkopolskim, w powiecie szamotulskim, w gminie Kaźmierz.
W latach 1975–1998 miejscowość administracyjnie należała do województwa poznańskiego.
Wieś sołecka, wymieniana w dokumentach od 1382 r. Na Wyspie Pierskiej na Jeziorze Bytyńskim, 500 m na wschód od wsi, wznosi się wczesnośredniowieczne grodzisko dolinne typu stożkowatego z XI w., otoczone dwoma rowami i wałem. We wsi istnieje park o pow. 0,25 ha.